# Buxhaus
Buxhaus ist eine aus einer Hofschaft hervorgegangene Ortslage in der bergischen Großstadt Solingen.

## Lage und Beschreibung
Buxhaus befindet sich im westlichen Teil des Stadtteils Gräfrath nahe an der Stadtgrenze zu Wuppertal-Vohwinkel. Der Ort befindet sich am Rande eines Höhenzug zwischen dem Holzer Bach im Westen und der Itter im Osten. Die zu dem Ort gehörenden Gebäude sind über eine nach ihm benannte Stichstraße zugänglich, die von der Eipaßstraße abzweigt. Entlang der Eipaßstraße ist Buxhaus inzwischen auch mit den Nachbarorten Eipaß und Fürkeltrath zusammengewachsen, so dass er nicht mehr eigenständig wahrnehmbar ist. Im Kern von Buxhaus sind zwei historische Fachwerkhäuser erhalten, die unter Denkmalschutz stehen.
Benachbarte Orte sind bzw. waren (von Nord nach West): Eipaß, Grund, Blumental, Bandesmühle, Schönhof, Neu-Eipaß, Itterbruch, Holz, Gütchen, Fürkeltrath und Maiseiche.

## Etymologie
Der Ortsname leitet sich von dem Wort Buckshaus ab. Namensgeber war ein Mann namens Peter Buck, der an der Stelle der späteren Hofschaft als erstes sein Haus errichtet hat.

## Geschichte
Die Hofschaft Buxhaus lässt sich bis in das 17. Jahrhundert zurückverfolgen. Im Jahre 1715 in der Karte Topographia Ducatus Montani, Blatt Amt Solingen, von Erich Philipp Ploennies ist der Ort mit einer Hofstelle verzeichnet und als Buckses benannt. Der Ort gehörte zur Honschaft Itter innerhalb des Amtes Solingen. Die Topographische Aufnahme der Rheinlande von 1824 verzeichnet den Ort als Buxes. Die Preußische Uraufnahme von 1843 verzeichnet den Ort als Buxhaus, in der Topographischen Karte des Regierungsbezirks Düsseldorf von 1871 ist der Ort gemeinsam mit dem benachbarten Eipaß verzeichnet.
Nach Gründung der Mairien und späteren Bürgermeistereien Anfang des 19. Jahrhunderts gehörte Buxhaus zur Bürgermeisterei Wald, dort lag er in der Flur II. (Holz). 1815/16 lebten 25, im Jahr 1830 29 Menschen im als Dorf bezeichneten Buxhaus.  1832 war der Ort Teil der Ersten Dorfhonschaft innerhalb der Bürgermeisterei Wald. Der nach der Statistik und Topographie des Regierungsbezirks Düsseldorf als Hofstadt kategorisierte Ort besaß zu dieser Zeit ein öffentliches Gebäude, vier Wohnhäuser und acht landwirtschaftliche Gebäude. Zu dieser Zeit lebten 16 Einwohner im Ort, davon zwei katholischen und 14 evangelischen Bekenntnisses. Die Gemeinde- und Gutbezirksstatistik der Rheinprovinz führt den Ort 1871 mit acht Wohnhäusern und 50 Einwohnern auf. Im Gemeindelexikon für die Provinz Rheinland von 1888 werden für Buxhaus acht Wohnhäuser mit 55 Einwohnern angegeben. 1895 besitzt der Ortsteil sieben Wohnhäuser mit 49 Einwohnern, 1905 werden zehn Wohnhäuser und 65 Einwohner angegeben.

Mit der Städtevereinigung zu Groß-Solingen im Jahre 1929 wurde Buxhaus ein Ortsteil Solingens. Seit dem 27. Dezember 1984 stehen im Ort die historischen Fachwerkhäuser Buxhaus 5 sowie 6, 8 unter Denkmalschutz.

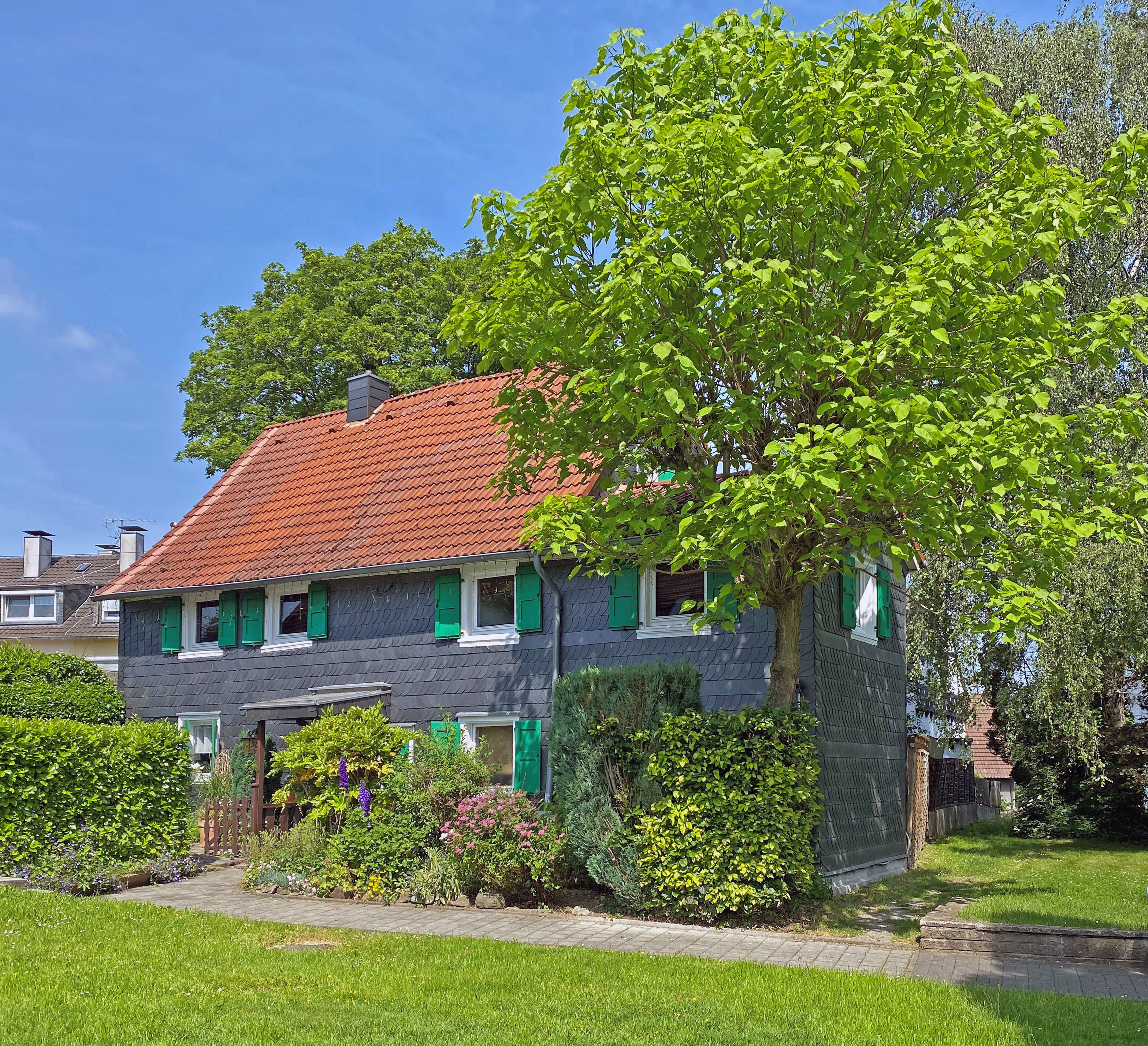
Buxhaus 5
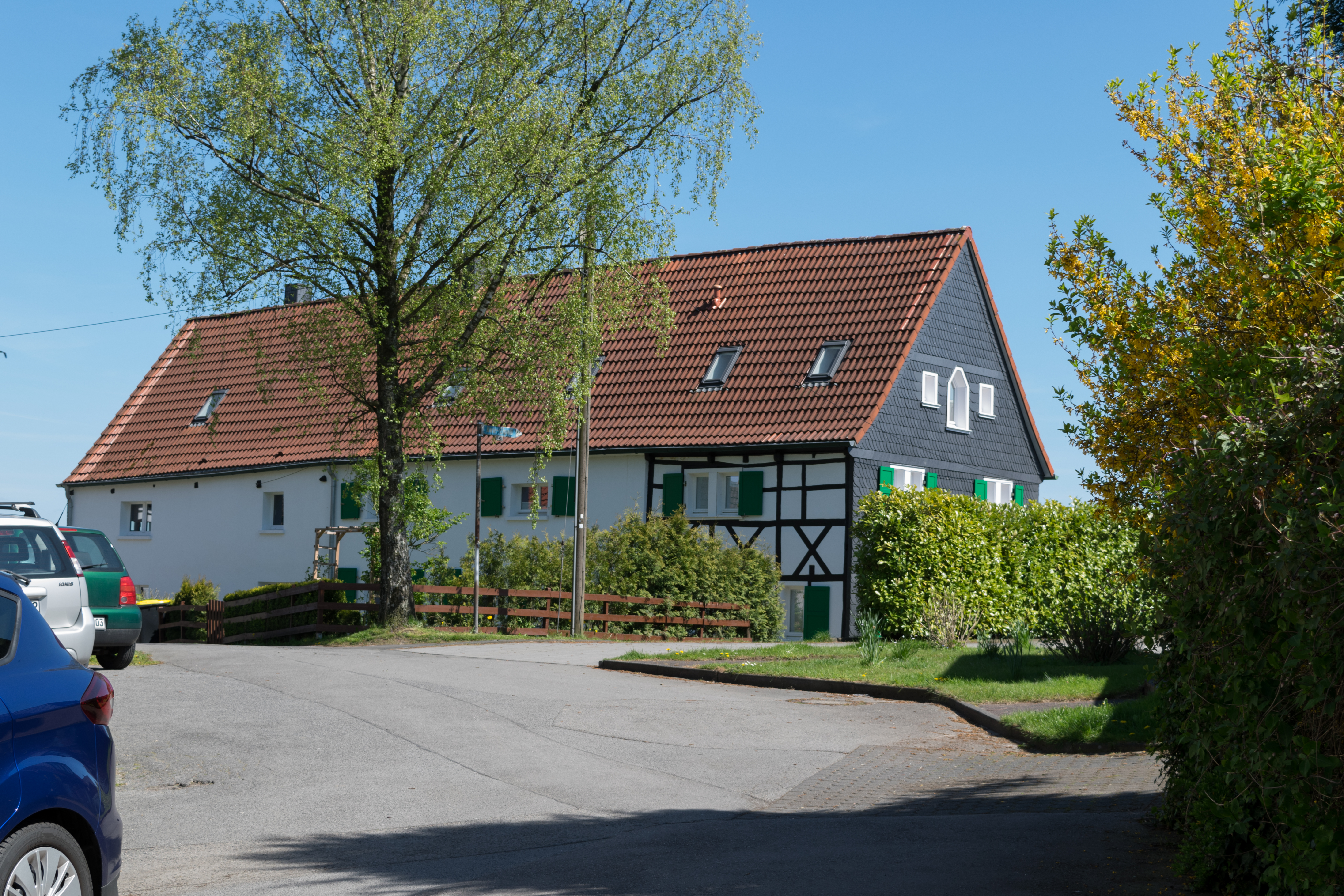
Buxhaus 6, 8
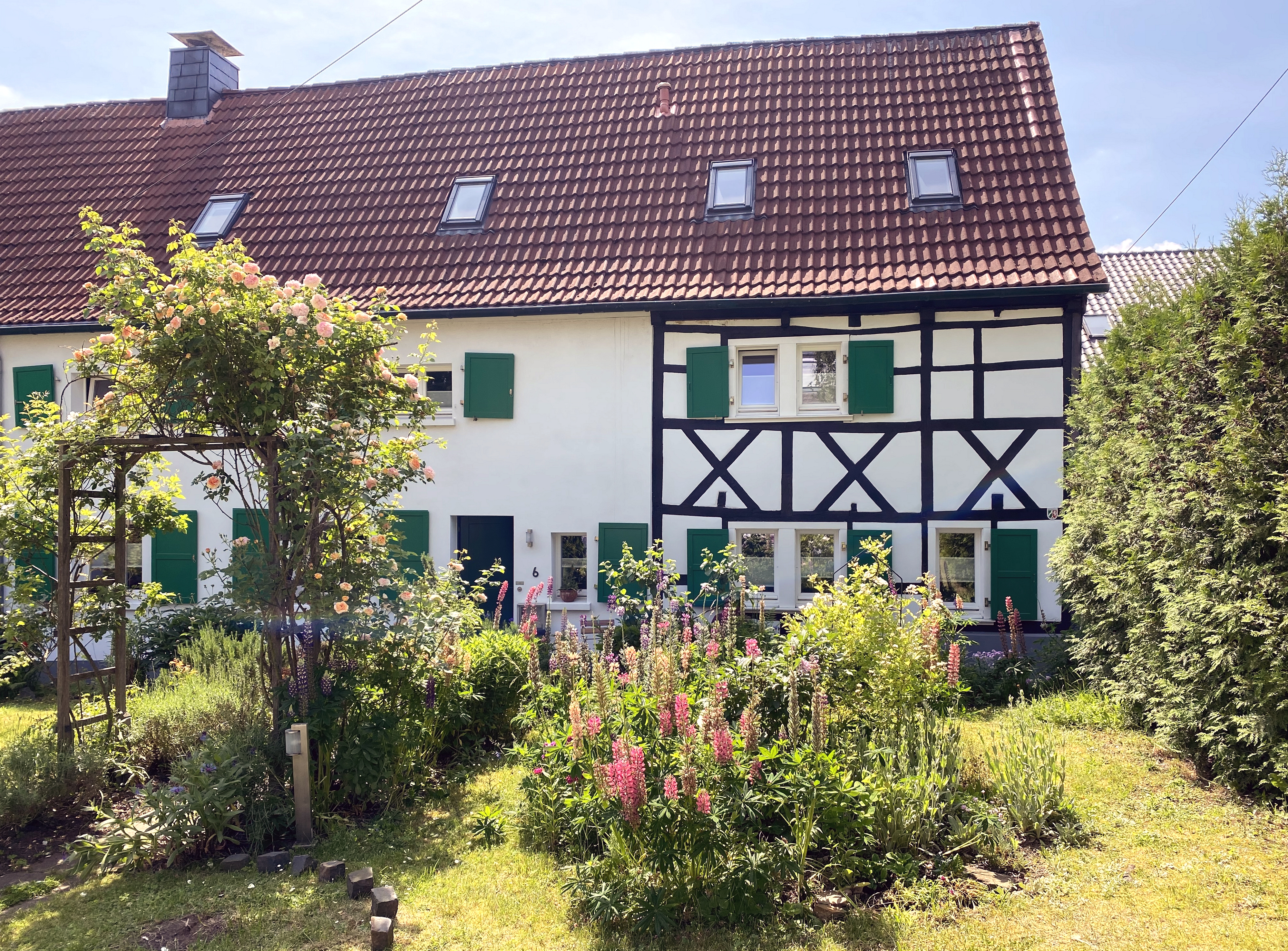
Buxhaus 6, 6a